# Hypomyces viridis
Hypomyces viridis är en svampart som först beskrevs av Alb. & Schwein., och fick sitt nu gällande namn av Petter Adolf Karsten 1873. Hypomyces viridis ingår i släktet Hypomyces och familjen Hypocreaceae.   Inga underarter finns listade i Catalogue of Life.